# Фалик, Юрий Александрович
Юрий Александрович Фалик (30 июля 1936 года, Одесса, УССР — 23 января 2009 года, Санкт-Петербург) — советский и российский композитор, дирижёр, виолончелист, педагог. Народный артист Российской Федерации (2002).

## Биография
Юрий Фалик получил музыкальное образование в знаменитой Одесской средней специальной музыкальной школе-интернате им. П. С. Столярского, впоследствии окончил Ленинградскую консерваторию по классам виолончели у А. Я. Штримера (1960; позже аспирантуру под руководством М. Л. Ростроповича) и композиции у Б. А. Арапова (1964). Наиболее известным из его учеников на сегодняшний день является композитор Юрий Эрикона (Заслуженный деятель искусств РФ.)
В течение ряда лет руководил студенческим камерным оркестром консерватории. Был профессором Петербургской консерватории по классу композиции и инструментовки. Юрий Фалик выступал как дирижёр в России и за границей. Американская пресса высоко оценила его выступление с Чикагским и Балтиморским симфоническими оркестрами. Его произведения широко
исполняются, издаются и записываются.
В 1991—1992 годах он работал в качестве приглашенного профессора в Северо-Западном университете города Эванстона (штат Иллинойс, США). Многие камерные и хоровые сочинения Юрия Фалика часто исполняются европейскими и американскими ансамблями и хоровыми коллективами. Его симфонические произведения включали в свой репертуар дирижёры Е. Светланов, Г. Рождественский, М. Янсонс, В. Гергиев, А. Дмитриев, Ю. Домаркас (Литва), В. Ямпольский (США), Марио ди Бонавентура (США), Ш. Эдварс (Великобритания).
Похоронен на Смоленском православном кладбище в Санкт-Петербурге.

## Творческое наследие
Творчество Фалика необычайно разнообразно. Среди сочинений Фалика
- Опера-буффа «Плутни Скапена» (по Мольеру)
- Хореографическая трагедия «Орестея» (по Эсхилу)
- Легкая симфония для оркестра
- Симфония для струнного оркестра и ударных
- Первый концерт для оркестра (по мотивам легенд о Тиле Уленшпигеле)
- Второй концерт для оркестра (Симфонические этюды)
- Симфония № 2 («Кадиш»)
- Симфония № 3
- Месса для солистов, хора и камерного оркестра
- Камерный концерт для трех флейт и струнного оркестра
- Концертино для гобоя и камерного оркестра
- Концертино для фагота и струнного оркестра
- Концерт для скрипки с оркестром
- Concerto della Passione для виолончели и симфонического оркестра
- Панихида по И. Стравинскому («Элегическая музыка» для 4 тромбонов и 16 струнных)
- Концерт для духовых и ударных «Скоморохи»
- Восемь струнных квартетов
- Квинтет для духовых
- Вокальные циклы и др.

Особое место в творчестве Ю. Фалика занимает хоровая музыка. Это «Литургические песнопения» для солистов и хора a cappella на тексты «Молитвослова», Концерты для хора a cappella (стихи И. Северянина, М. Цветаевой, Б. Пастернака, А. Пушкина, А. Ахматовой и Н. Гумилёва), «Книга канцон» (стихи европейских поэтов XI—XVII вв.) и др.

## Черты стиля
Фалик ставит перед хором интересные, сложные, часто трудно выполнимые задачи.
В целом для хорового стиля Фалика характерно преодоление установившихся канонов, расширение, обогащение средств выразительности… Хор выступает у Фалика в разных амплуа, в разных ролях: и как один голос, и как ансамбль, и как оркестр. (Ручьевская Е. Юрий Фалик. Л., 1981, с. 65.).